# El mundo del Plan B
El Mundo del Plan B: Los que la montan es el primer álbum de estudio del dúo puertorriqueño Plan B. Publicado el 17 de octubre de 2002 bajo el sello de Genio Records y distribuido por One Star. Contó con las colaboraciones de Daddy Yankee, Ñejo, Dálmata, entre otros.

## Lista de canciones
| N.º   | Título                                               | Productor(es) | Duración |  |
| 1.    | «Intro»                                              | DJ Blass      | 2:39     |  |
| 2.    | «Mencionando tu nombre»                              | DJ Blass      | 3:20     |  |
| 3.    | «Yo la tuve» (con Great Kilo)                        | DJ Blass      | 2:14     |  |
| 4.    | «No voy a esperar por ti»                            | DJ Blass      | 2:31     |  |
| 5.    | «Dos gatas» (con Guelo Star)                         | DJ Blass      | 2:55     |  |
| 6.    | «Me la explota» (con Daddy Yankee)                   | DJ Blass      | 3:18     |  |
| 7.    | «Hey you girl»                                       | DJ Blass      | 2:58     |  |
| 8.    | «Lento, muevete» (Chencho con Blade Pacino, Dálmata) | DJ Wassie     | 2:26     |  |
| 9.    | «Gritaras» (Maldy con Sir Speedy)                    | DJ Blass      | 2:10     |  |
| 10.   | «El caballo» (con Ñejo)                              | DJ Joe        | 3:52     |  |
| 11.   | «Tumba el guille» (con Shaka & Benny)                | DJ Joe        | 4:05     |  |
| 12.   | «Yal, yal, yal» (con Rey Pirin)                      | DJ Wassie     | 2:26     |  |
| 13.   | «Hora de perrear»                                    | DJ Joe        | 3:59     |  |
| 14.   | «La danza bella» (con DJ Blass)                      | DJ Blass      | 3:19     |  |
| 15.   | «El dúo del sex (Mixeo)»                             | Geniokill@    | 3:06     |  |
| 45:23 |                                                      |               |          |  |